# Улица Михаила Могилянского
Улица Михаила Могилянского (укр. Вулиця Михайла Могилянського) — улица в Новозаводском районе города Чернигова, исторически сложившаяся местность (район) Красный Хутор. Пролегает от улицы Святомихайловская (Декабристов) до улицы Казацкая.
Нет примыкающих улиц.

## История
Улица 2-й Черторыйский Яр — в связи с расположенностью в овраге ручья Черторыйка — была проложена в середине 1950-х годов и застроена индивидуальными домами.
В 1960 году улица 2-й Черторыйский Яр переименована улицу Селюка — в честь революционера и одного из основателей черниговской большевистской организации Владимира Андреевича Селюка. До этого именем революционера была названа улица в центре города, которая после объединения с улицей Лассаля в 1955 году стала именоваться как улица Свердлова. 
12 февраля 2016 года улица получила современное название — в честь советского украинского литературного критика и публициста Михаила Михайловича Могилянского, согласно Распоряжению городского главы В. А. Атрошенко Черниговского городского совета № 46-р «Про переименование улиц и переулков города» («Про перейменування вулиць та провулків міста»)

## Застройка
Парная и непарная стороны заняты усадебной застройкой. Улица извилистая в плане, повторяя ландшафт местности. Вдоль улицы тянется канализированное русло притока ручья Чорторыйка. Ручей образовывает овраг, где улица и расположена.
Учреждения: нет